# Arco di nebbia

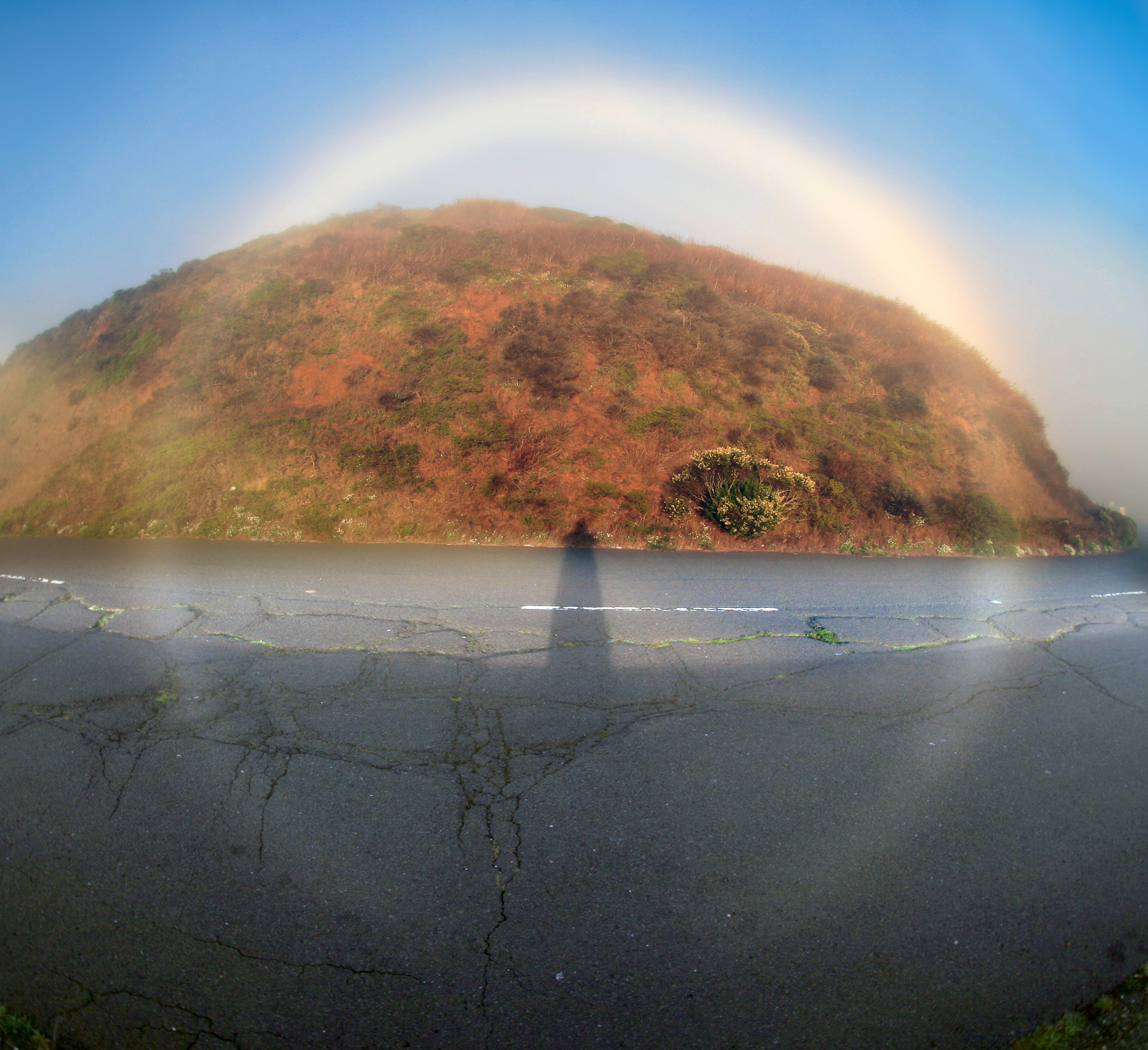
Un fogbow

L'arcobaleno bianco o arco di nebbia è un fenomeno ottico e meteorologico provocato dalla riflessione e rifrazione della luce solare contro le pareti delle gocce d'acqua in sospensione che costituiscono la nebbia. Visivamente si presenta come un arco (o un cerchio) simile all'arcobaleno, ma acromatico (di colore bianco) a causa delle relativamente ridotte dimensioni delle gocce d'acqua (<0,05 mm) che non permettono la dispersione della luce e, di conseguenza, la sua separazione nei colori che compongono lo spettro visibile.